# Década de 1540
Séculos: Século XV - Século XVI - Século XVII
Décadas: 1510 1520 1530 - 1540 - 1550 1560 1570
Anos: 1540 - 1541 - 1542 - 1543 - 1544 - 1545 - 1546 - 1547 - 1548 - 1549